# チョン・ノミン
チョン・ノミン（朝: 전노민、本名：チョン・ジェヨン、朝: 전재용、1966年8月28日 - ）は大韓民国の俳優である。

## 出演

### ドラマ
- ヘビンギの朝（1992年、SBS）- シン・ファンジュン役
- 江陵行く古道（1997年、MBC）
- 星は私の胸に（1997年、MBC）- デザイナーのスタッフ役
- レディー・ゴー（1997年、MBC）- 大学の社会学教授役
- ひまわり（1998年、MBC）
- 美しい選択（1998年、MBC）
- ホテリアー（2001年、MBC）- 検察の捜査指揮幹部役
- 私の名前はプリンセス（2002年、MBC）- ペク・ミンス役
- 氷の花（2002年、SBS）- キム・サンマン役
- 結婚しましょう（2002年、KBS2）- カン・ミンギ役
- 聖女と魔女（2003年、MBC）- ホ・セジュン役
- 島の村の先生（2004年、SBS）- キム弁護士役
- 夫は家事手伝い（2004年、MBC）- サングン役
- 英雄時代（2004年-2005年、MBC）- ソン・ドンミン役
- 愛と野望（2006年、SBS）- チャン・ホンジョ役
- 悪い女、善い女（2007年、MBC）- キム・テヒョン役
- 前妻が隣の家に住む（2008年、MBC）- キム・デソク役
- 必殺！最強チル（2008年、KBS2）- ミン・スングク役
- 鴨緑江は流れる（2008年、SBS）- アン・ボングン役
- 家門の栄光（2008年-2009年、SBS）- ハ・スヨン役
- 善徳女王（2009年、MBC）- ソルォン役
- ロイヤルファミリー（2011年、MBC）- オム・キド役
- 階伯（2011年、MBC）- ソンチュン役
- 根の深い木（2011年、SBS）- チョン・ドグァン役
- 僕らのイケメン青果店（2011年、ChannelA）- モク・インボム役
- 武神（2012年、MBC）- ムン・デ役
- ラブ・アゲイン症候群（2012年、JTBC）- チョン・ソンギュ役
- 追跡者（2012年、SBS）- ソ・ヨンウク役
- カクシタル（2012年、KBS2）- ダム・サリ役[1]
- 蒼のピアニスト（2012年、SBS）- キム・ジョンウク役
- 馬医（2012年、MBC）- カン・ドジュン役[2]
- いとしのソヨン（2013年、KBS2）- ペ・ヨンテク役
- 清潭洞アリス（2013年、SBS）- チャン・ミョンホ役
- ナイン～9回の時間旅行～（2013年、tvN）- パク・チョンウ役[3]
- ホジュン～伝説の心医～（2013年、MBC）- 宣祖役
- 彼女の神話（2013年、JTBC）-チェ・スホ役
- メディカルトップチーム（2013年、MBC）- キム・テヒョン役
- 魔女の恋愛（2014年、tvN）- キム・ジョンド役
- カッコウの巣（2014年、KBS2）- ペ・チャンシク役
- 三銃士（2014年、tvN）- チェ・ミョンギル役[4]
- ママの選択（2014年、SBS）- オ・スンイル役
- イニョプの道（2014年-2015年、JTBC）- クク・ユ役（カメオ出演）[5]
- 恋するジェネレーション（2015年、KBS2）- コン・ジェホ役
- 帰って来たファン・グムボク（2015年、SBS）- カン・テジュン役
- 六龍が飛ぶ（2015年-2016年、SBS）- ホン・インバン役
- これが人生！ケ・セラ・セラ（2016年、SBS）- ナヨンの先輩役（カメオ出演）
- 記憶～愛する人へ～（2016年、tvN）- イ・チャンム役
- タンタラ（2016年、SBS）- イ・ジュンソク役[6]
- もう一度始めよう（2016年、MBC）- イ・テソン役
- 三色ファンタジー 恋する指輪（2017年、MBC）- モ・ジョンホン役
- 仮面の王 イ・ソン（2017年、MBC）- ハン・ギュホ役（カメオ出演）
- 病院船～ずっと君のそばに～（2017年、MBC）- キム・ドフン役[7]
- 黄金の私の人生（2017年、KBS2）- チェ・ジェソン役[8]
- 魔女の法廷（2017年、KBS2）- ソン次長役
- おしえて！イルスン（2017年、SBS）- チン・ジョンギル役
- SUITS / スーツ（2018年、KBS2）- オ・ビョンウク役（カメオ出演）
- 秘密と嘘（2018年、MBC）- シン・ミョンジュン役
- ロマンスは命がけ⁉（2018年、MBC）- チャ・ジョンテ役
- 医師ヨハン（2019年、SBS）- カン・イス役（カメオ出演）[9]
- 走る調査官～あなたの人権守ります!～（2019年、OCN）- イ・ジョンス役
- 梨泰院クラス（2020年、JTBC）- ト・ジュンミョン役（カメオ出演）
- ザ・キング：永遠の君主（2020年、SBS）- ハンサン役（カメオ出演）
- 恋はオン♡エアー中!〜Live on〜（2020年-2021年、JTBC）- コ・ウンテクの父親役（カメオ出演）
- 結婚作詞離婚作曲（2021年、TV朝鮮）- パク・ヘリュン役[10]
- 結婚作詞離婚作曲2（2021年、TV朝鮮）- パク・ヘリュン役[11]
- 結婚作詞離婚作曲3（2022年、TV朝鮮）- パク・ヘリュン役[11]
- ルール通りに愛して！（2022年、KBS2） - キム・スンウン役
- キルヒール（2022年、tvN） - チェ・イングク役
- 三姉弟が勇敢に（2022年-2023年、KBS） - キム・ミョンジェ役
- オアシス（2023年、KBS） - ファン・チュンソン役
- お嬢さんドゥ・リアン（2023年、TV朝鮮） - タン・チガン役[12]

### 映画
- サークル（2003年）
- インフルエンス（2010年）
- 私たちの隣人の犯罪（2011年）
- 敵と同床（2011年）
- 弦の歌（2012年）
- ワットニキョ（2014年）
- 偉大な願い（2016年）[13]
- 女子中学生A（2018年）
- キバン令（2019年）

## 賞とノミネート

### 受賞
- 2006年「SBS演技大賞 ドラマ賞」（『愛と野望』）
- 2010年「第19回夫日映画賞 ベストドレッサー賞」
- 2012年「第20回大韓民国文化演芸大賞 最優秀男優賞」
- 2017年「第10回コリアドラマアワード 最優秀男優賞」（『仮面の王 イ・ソン』）[14]
- 2018年「MBC演技大賞 ドラマ賞」（『秘密と嘘』）[15]

### ノミネート
- 2012年「SBS演技大賞 特別賞」（『蒼のピアニスト』）
- 2015年「SBS演技大賞 特別賞」（『六龍が飛ぶ』）
- 2016年「MBC演技大賞 最優秀男優賞」（『もう一度始めよう』）
- 2016年「SBS演技大賞 最優秀男優賞」（『タンタラ』）[16]